# Ängelsberg
Ängelsberg (uttal (fil)) är en småort i Västervåla socken i Fagersta kommun. Ängelsberg ligger vid sjön Åmänningen sydost om Fagersta. Stationssamhället Ängelsberg ingår i Ekomuseum Bergslagen.
Samhället ligger utefter järnvägslinjen Bergslagspendeln som byggdes av Stockholm-Västerås-Bergslagens Järnvägar. Norr om samhället ligger världsarvet Engelsbergs bruk och omedelbart väster om orten ligger Oljeön i Åmänningen. På Oljeön finns ett tidigare oljeraffinaderi, vilket i slutet av 1800-talet var ett av världens största av sitt slag.
Utmed Snytenån, mellan samhället och bruket, ligger Skulpturparken Ängelsberg med permanenta skulpturer och en utvidgad utställning sommartid.

## Historia
I Dunshammar, ett par kilometer söder om samhället, finns lämningar av människor som bodde där för cirka 1 500 år sedan och som utvann järn ur sjömalm i blästerugnar.
Ängelsberg hette tidigare Englikobenning och grundlades troligen av Engelbrekt Engelbrektssons farfar Englike Engelbrektsson. Under 1500-talet fanns vid ån mellan Snyten och Åmänningen en hytta, tre smedjor och en kvarn. Ängelsberg var bergsmanshytta fram till dess att Per Larsson Höök 1681 gjorde sig till ägare av till hyttan och där lät anlägga Engelsbergs bruk.
Samhället var ganska sparsamt bebyggt fram till 1901, då järnvägen Ludvika-Stockholm stod färdig. Under åren därefter uppfördes större delen av stationssamhällets tornförsedda villor. Pensionatet Furuborg uppfördes även vid denna tid. Under början av 1900-talet var Ängelsberg ett populärt resmål för välbeställda stockholmare.
Strax söder om Engelsbergs bruk anlades vid sekelskiftet 1900 en ångsåg. Sågverket ägdes först av Barkens Sågverks AB, och senare av Avesta Jernverks AB. Verksamheten lades ned 1952 och idag återstår endast maskinhuset samt en arbetarbostad.
I Ängelsberg fanns runt förra sekelskiftet en "konstnärskoloni" med Olof Arborelius som grundare, som besöktes av arkitekter och konstnärer. Under trettio år bodde han långa perioder som gäst på Ängelsbergs herrgård, dit även andra konstnärer bjöds in.
I början av augusti 2014 evakuerades orten i samband med skogsbranden i Västmanland 2014.

### Befolkningsutveckling
| Befolkningsutvecklingen i Ängelsberg 1950–2015 | Befolkningsutvecklingen i Ängelsberg 1950–2015 | Befolkningsutvecklingen i Ängelsberg 1950–2015 | Befolkningsutvecklingen i Ängelsberg 1950–2015 | Befolkningsutvecklingen i Ängelsberg 1950–2015 |
| ---------------------------------------------- | ---------------------------------------------- | ---------------------------------------------- | ---------------------------------------------- | ---------------------------------------------- |
|                                                |                                                |                                                |                                                |                                                |
| År                                             |                                                |                                                | Folkmängd                                      | Areal (ha)                                     |
| 1950                                           | 1950                                           |                                                | 445                                            |                                                |
| 1960                                           | 1960                                           |                                                | 360                                            |                                                |
| 1965                                           | 1965                                           |                                                | 332                                            |                                                |
| 1970                                           | 1970                                           |                                                | 245                                            |                                                |
| 1975                                           | 1975                                           |                                                | 200                                            |                                                |
| 1980                                           | 1980                                           |                                                | 203                                            | 90                                             |
| 1990                                           | 1990                                           |                                                | 106                                            | 18#                                            |
| 1995                                           | 1995                                           |                                                | 151                                            | 91#                                            |
| 2000                                           | 2000                                           |                                                | 139                                            | 86#                                            |
| 2005                                           | 2005                                           |                                                | 144                                            | 86#                                            |
| 2010                                           | 2010                                           |                                                | 138                                            | 86#                                            |
| 2015                                           | 2015                                           |                                                | 90                                             | 28#                                            |
| Anm.: Upphörde som tätort 1990. # Som småort.  |                                                |                                                |                                                |                                                |

## Samhället
Isak Gustaf Clason har ritat Villa Ulvaklev och Villa Hvilan i Ängelsberg och Villa Odensnäs i Västervåla strax söder om samhället. Stationshuset är ritat av Erik Lallerstedt.

## Fotogalleri

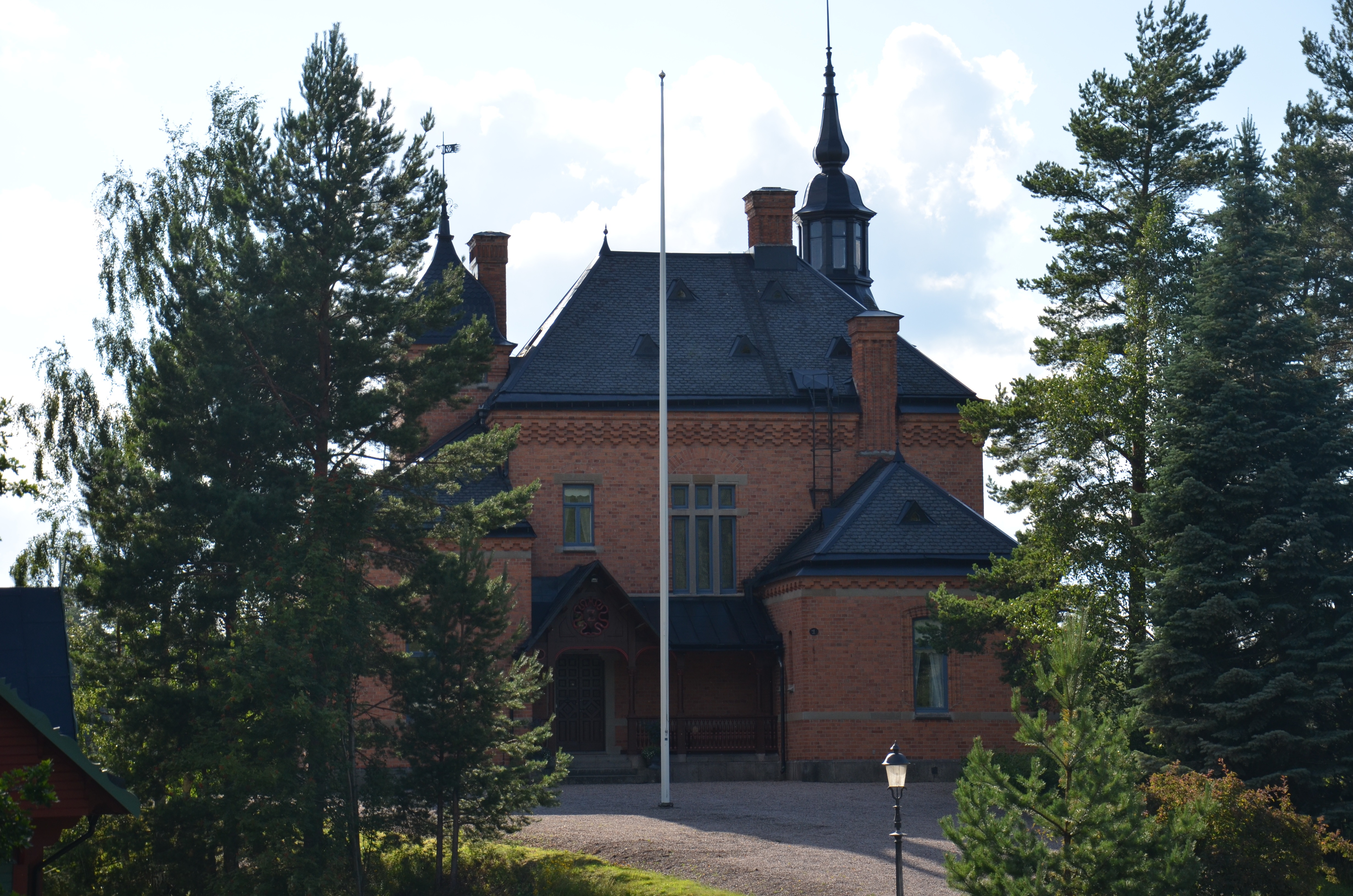
Villa Ulvaklev, ritad av Isak Gustaf Clason
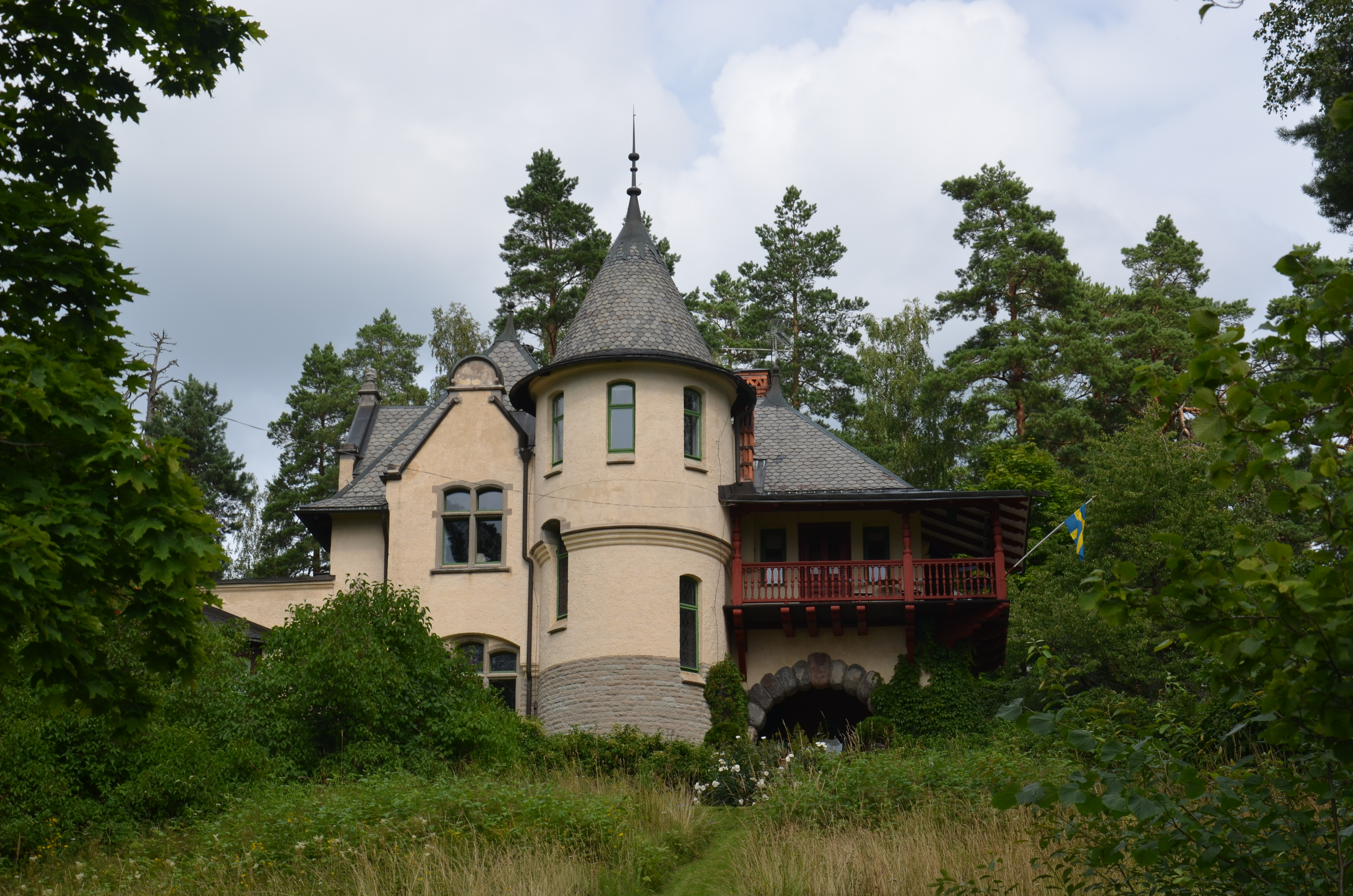
Villa Hvilan, ritad av Isak Gustaf Clason
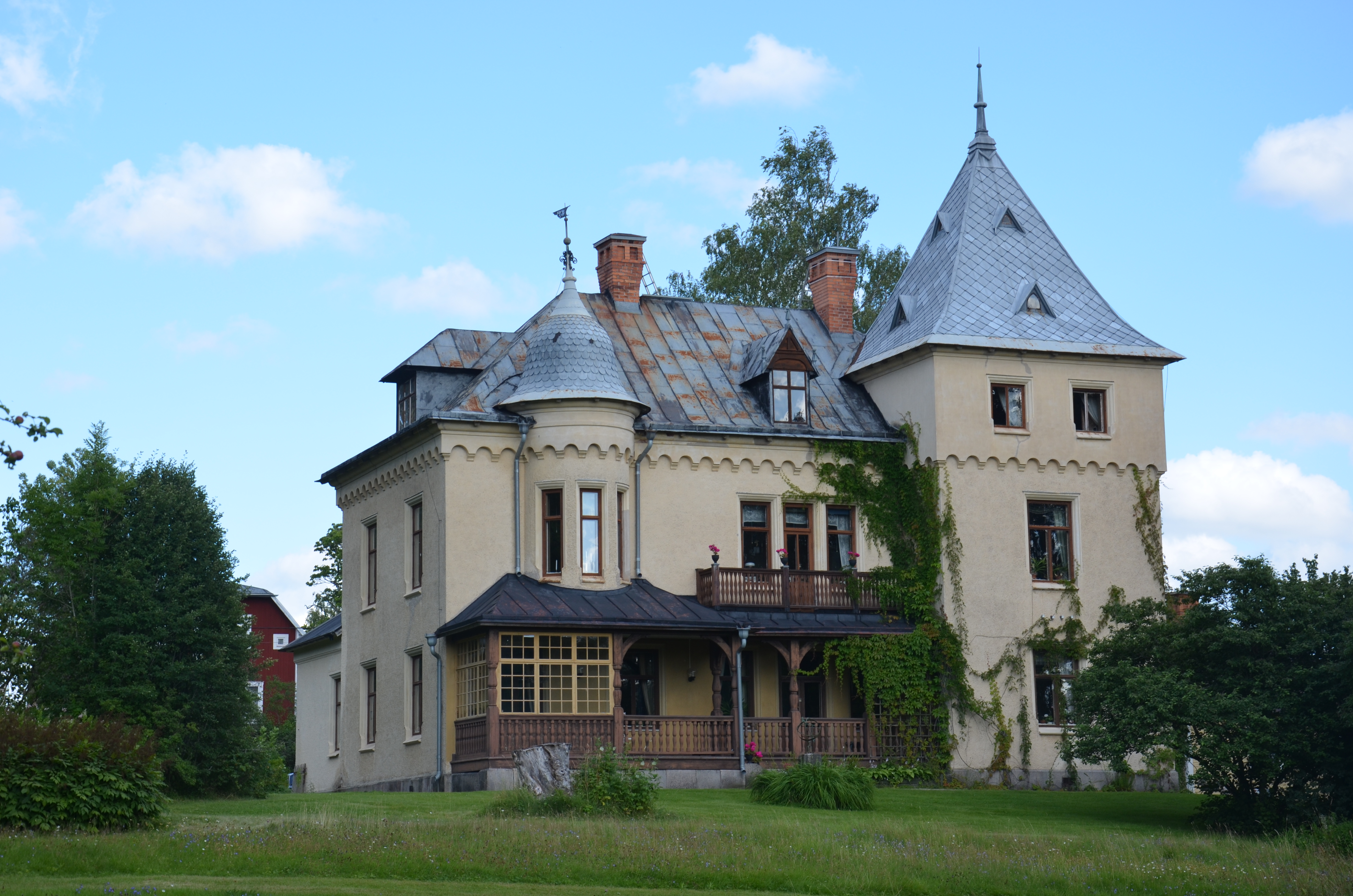
Odensnäs, ritad av Isak Gustaf Clason
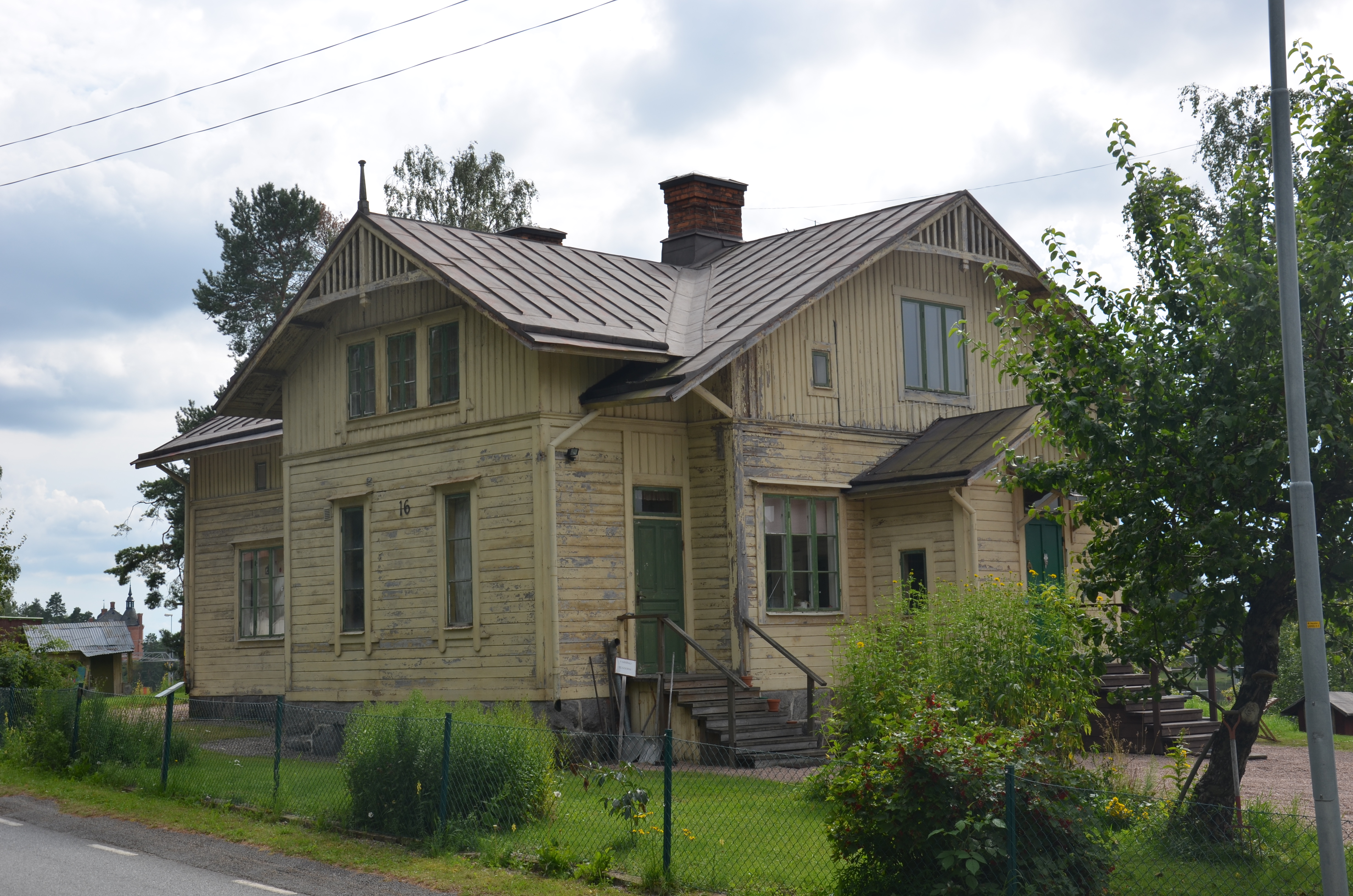
Gamla stationshuset, från 1876
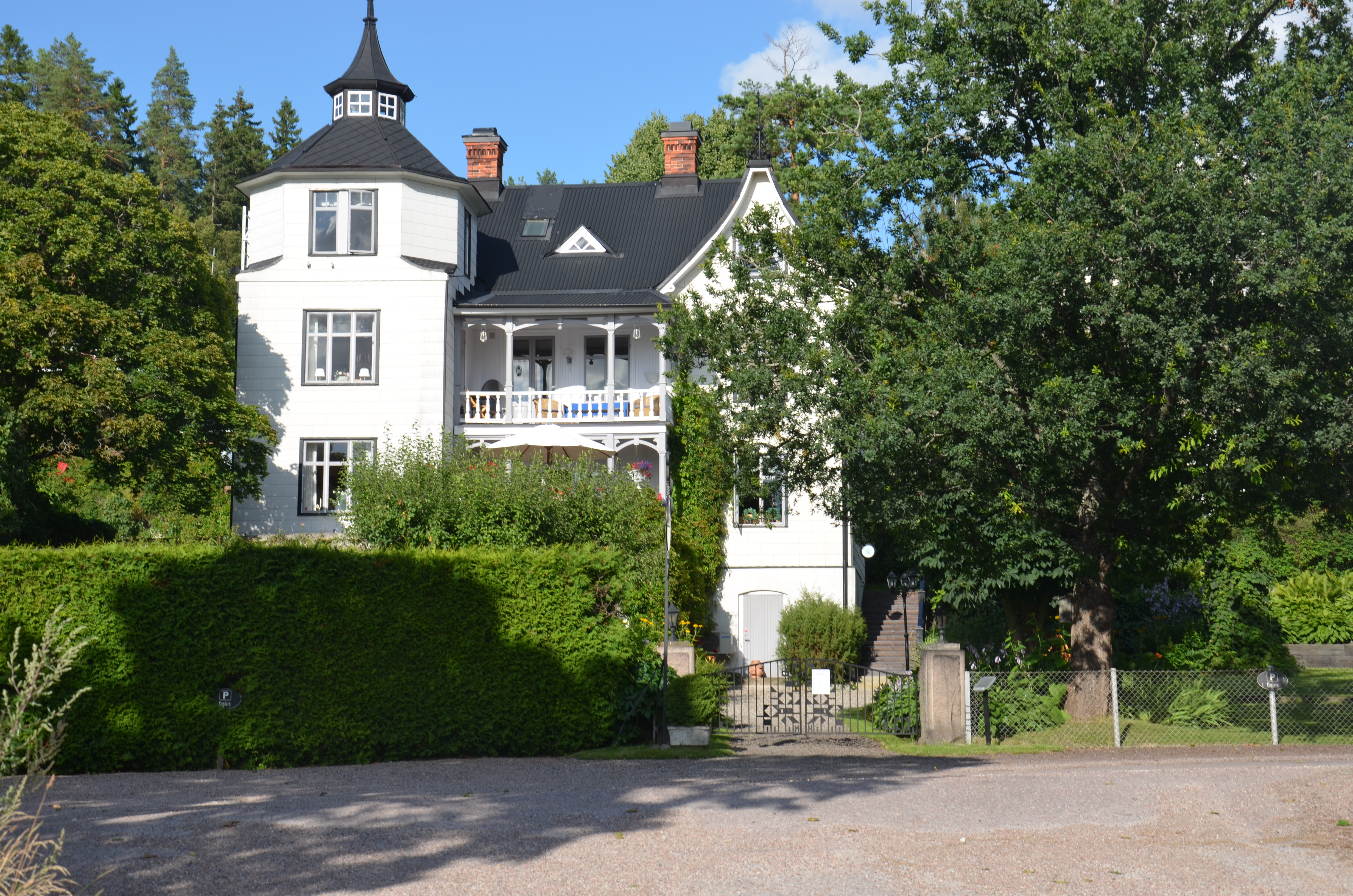
Ängelsbergs pensionat, från 1905-07